# RPE-LTP
Regular Pulse Excitation — Long Term Prediction (RPE-LTP) — Долговременное линейное предсказание с регулярным импульсным возбуждением. В GSM, схема, призванная уменьшить количество передаваемых данных между мобильной станцией, и базовой станцией. Принцип работы этой схемы следующий: при каждой выборке голосового сигнала с помощью внутренней логики мобильной станции происходит предсказание следующей точки, после чего при следующей выборке происходит передача не целого значения, а лишь разницы между текущим значением и предыдущим, что существенно меньше по объему.